# Cromers Amateur
Cromers Amateur war ein Fotopionier, dessen Identität unbekannt ist. Er war in den 1840er und 1850er Jahren aktiv. Benannt wurde er nach dem französischen Fotografen und Sammler Gabriel Cromer  (1873–1934), der die Aufnahmen des unbekannten Amateurs in seine Sammlung aufgenommen hatte. Die etwa hundert noch erhaltenen Daguerreotypie-Platten stammen aus der Zeit von 1845 bis 1851. Die Aufnahmen zeigen Porträts, Interieurs, Stillleben, Landschaften, Straßenszenen und bieten „[...] einen seltenen persönlichen Blick in das Leben in Paris Mitte des 19. Jahrhunderts“.

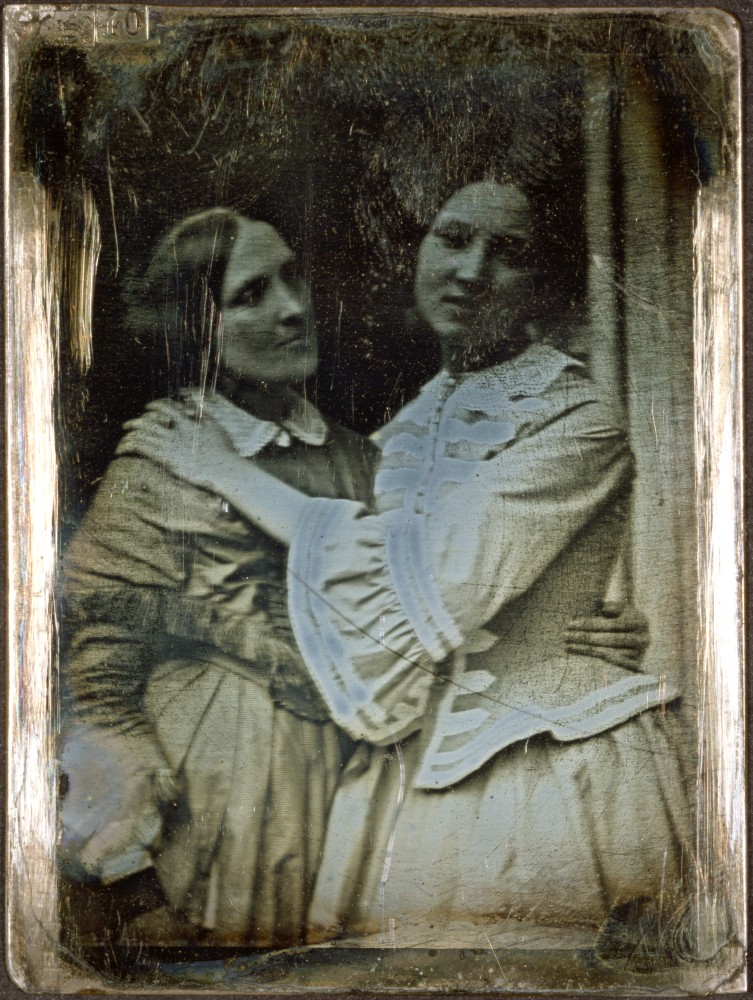
Zwei Frauen (Foto: Cromers Amateur, um 1848)

Die Sammlung Cromer wurde 1939, fünf Jahre nach Gabriel Cromers Tod, an die Eastman Kodak Company verkauft. Danach gelangte sie als Schenkung an das 1949 gegründete Museum im George Eastman House, in dessen Besitz sich die von Cromers Amateur angefertigten Daguerreotypien auch heute noch befinden.